# Jameel McClain
Jameel Leshawn McClain (Filadelfia, 25 luglio 1985) è un giocatore di football americano statunitense che gioca linebacker per i New York Giants della National Football League (NFL). Al college ha giocato all'Università di Syracuse.

## Carriera universitaria
Ha giocato con i Syracuse Orange squadra rappresentativa dell'università di Syracuse.
Riconoscimento vinto:
- Second-team All-Big East (2006).

## Carriera professionistica

### Baltimore Ravens
Al draft NFL 2008 non è stato selezionato, ma poi è stato preso dai rookie non selezionati dai Ravens . Ha debuttato nella NFL il 7 settembre 2008 contro i Cincinnati Bengals indossando la maglia numero 53. Nel suo primo anno è riuscito a fare ben 2 safety, una contro JaMarcus Russell degli Oakland Raiders e una bloccando un punt facendo finire la palla nella end zone dei Philadelphia Eagles.
il 6 dicembre 2010 è stato multato dalla NFL per un totale di 40.000 dollari per un colpo irregolare dato al tight end Heath Miller dei Pittsburgh Steelers.
Il 27 febbraio 2014, McClain fu svincolato dai Ravens.

### New York Giants
Il 14 marzo 2014, McClain firmò un contratto con i New York Giants.

## Vittorie e premi
- Super Bowl: 1

Baltimore Ravens: Super Bowl XLVII
- American Football Conference Championship: 1

Baltimore Ravens: 2012

## Statistiche
| Partite totali      | 87  |
| Partite da titolare | 55  |
| Tackle              | 332 |
| Sack                | 4,5 |
| Intercetti          | 1   |
| Fumble forzati      | 1   |

Statistiche aggiornate alla stagione 2013